# Radiosonda
Radiosonda je uređaj za određivanje temperature, vlažnosti zraka i tlaka zraka te smjera vjetra u Zemljinoj atmosferi do približno 40 kilometara visine. Sastoji se od mjernih osjetnika (senzora) za mjerenje tih veličina, a podatci se prenose na radio uređaj, koji ih u kodiranom obliku šalje (emitira) prijamnom uređaju na tlu. Uređaj u vis nosi veliki meteorološki balon pa tijekom svojega dizanja, sve do rasprsnuća balona, neprestano šalje podatke. Neki tipovi radiosondi izbacuju se iz zrakoplova na letnim visinama putničkih zrakoplova (oko 10 kilometara) iznad oceana, a drugi se puštaju s brodova. Radiosondažna mjerenja takvim uređajima provode se na približno tisuću mjesta na Zemlji, u pravilu redovno dva puta dnevno, u 00 sati i 12 sati univerzalnoga vremena (UTC), pa se dobivaju podatci o stanju atmosfere iznad cijele Zemljine kugle koji u prvom redu služe za analizu i prognozu vremena te za osiguranje zračnoga prometa. Visok stupanj automatizacije i međunarodni sustav telekomunikacija omogućavaju dobivanje podataka u meteorološkim centrima u realnom vremenu (Svjetska meteorološka organizacija). Na malom broju mjesta puštaju se radiosonde i za mjerenje nekih sastojaka onečišćenja zraka, te za mjerenje količine ozona.
Radiosonda je uređaj za mjerenje temperature, vlage, tlaka zraka i vjetra (rutinska mjerenja), te drugih veličina kao što su ozon, gradijent električnog polja i radioaktivnost atmosfere. Instrument se sastoji od meteoroloških senzora (mjernih davača), radio odašiljača s baterijom, te uređaja koji promjene meteoroloških veličina pretvara u električne veličine. Radiosonda je obješena na dužoj uzici o veliki balon napunjen vodikom, koji se podiže uvis dok ne pukne, a potom se radiosonda malim padobranom spušta na zemlju. Radiosonda se prati prijamnim uređajem za vrijeme čitave sondaže. Radiosonda mjeri više od jedne veličine tokom čitavog vremena mjerenja, pa stoga posebna naprava prebacuje ciklički jedan senzor za drugim u električni krug odašiljača. Većina radiosondi radi na frekvenciji od 25 do 100 MHz, neke na oko 400 MHz, a da bi mogle mjeriti i visinski vjetar. Moderne radiosonde rade na frekvenciji od 1 680 do 1 700 MHz. 

## Sinoptička meteorologija
Sinoptička meteorologija je grana meteorologije koja se bavi analizom i prognozom vremena na temelju prizemnih i visinskih podataka o stanju atmosfere na širem području, koristeći se numeričkim metodama. Osnova je sinoptičke meteorologije uporaba podataka o vremenu koji su dobiveni istodobnim mjerenjem i opažanjem sa širokoga područja neke države, kontinenta, pa i cijeloga planeta. Prizemni podatci odnose se na mjerenja i opažanja dobivena standardnim međunarodno prihvaćenim metodama na visini od 2 metra nad tlom u meteorološkim postajama (u sinoptičkoj mreži postaja svaka 3 sata), dok visinska mjerenja ponajprije obuhvaćaju radiosondažna mjerenja slobodne atmosfere sve do približno 30 ili do 40 kilometara (aerologija), koja se provode dva puta na dan, i to u 00 i 12 sati po svjetskom vremenu (GMT). Osim toga već velik broj komercijalnih zrakoplova provodi radiosondažna mjerenja nad oceanima, gdje je aktivno i više tisuća usidrenih i plovećih bova koje provode meteorološka i oceanografska mjerenja.

### Sinoptička metoda
Tom se metodom podaci meteoroloških mjerenja, prikazani na sinoptičkim kartama, sintetiziraju u neki dinamički logičan model atmosfere, pa se ekstrapolacijom ranijeg toka atmosferskih procesa, usporedbom s razvojem sličnih vremenskih prilika u prijašnjim razdobljima, i prema vremenskim promjenama koje se očekuju na osnovi kvalitativnofizikalnog zaključivanja, procjenjuju najvažnija svojstva budućih vremenskih prilika. U ta svojstva spadaju: položaj i jakost (intenzitet) ciklona, anticiklona, atmosferskih fronta, strujanja zraka u gornjim slojevima troposfere i tako dalje. Zatim se iz tako predviđenih svojstava vremena izvedu zaključci o meteorološkim pojavama kao što su oborine, temperatura, tip naoblake, vjetar i tako dalje, primjenjujući različite modele i uzimajući u obzir djelovanje zračenja Sunca i Zemlje, prijenosa (advekcije) topline u zračnoj masi, topografskih utjecaja na zračna strujanja i tako dalje. 
Danas se svakodnevno dobiva veoma mnogo meteoroloških i aeroloških podataka o stanju atmosfere, ali je sinoptička metoda u stanju da uzme u obzir i da iskoristi samo manji dio od tog obilja informacija. 
Do pedesetih godina 20. stoljeća upotrebljavale su se za predviđanje vremena samo poluempiričke (poluiskustvene) metode. Razvojem elektroničke obrade podataka postepeno su se počeli upotrebljavati objektivniji postupci prognoziranja vremena, ali još i danas u nekim zemljama poluempiričke metode služe za kratkoročne i srednjeročne prognoze, postižući točnost od oko 80%. Međutim, ako se barički sustavi naglo mijenjaju, poluempiričke metode obično ne daju ispravno predviđanje vremena.

### Numeričke metode
Jedan od osnivača moderne meteorologije, Norvežanin Jacob Bjerknes, postavio je početkom 20. stoljeća matematičke osnove za izradu objektivnog predviđanja budućeg stanja atmosfere na osnovi sadašnjeg stanja. Matematički model takve numeričke metode, zasnovane na zakonima mehanike fluida i termodinamike, razradio je već engleski meteorolog L. F. Richardson, ali je u to doba takav model bio praktički neupotrebljiv, jer se nije raspolagalo s dovoljno polaznih podataka o stanju atmosfere (meteoroloških postaja je u to vrijeme bilo relativno malo, a aerološke stanice nisu ni postojale), a nisu postojali ni računski strojevi sposobni da u dovoljno kratkom roku riješe ogroman broj jednadžbi. Tek kad se nakon Drugog svjetskog rata naglo povećala i proširila mreža meteoroloških i aeroloških stanica, uz istodobno brzi razvoj tehnike meteoroloških i aeroloških mjerenja i tehnike informacija, te kad su se u meteorološkim centrima počela upotrebljavati elektronička računala velikog učina (kapaciteta) i velike brzine, stvoreni su uvjeti za praktičnu primjenu numeričkih metoda predviđanja vremena. Od tada predviđanje stanja atmosfere koristi numeričku analizu i proračunavanje na osnovi jednadžbi gibanja atmosfere (hidrodinamička metoda), ili statističkom obradom podataka o ponašanju vremena (statistička metoda).

## Vanjske poveznice
|  | Zajednički poslužitelj ima još gradiva o temi Radiosonda |